# Killke-Kultur
Die Killke-Kultur bewohnte das Gebiet um das heutige Cusco in Peru von circa 900 bis 1200 nach Chr., noch vor der Ankunft der Inka im 13. Jahrhundert.
Die Hochzeit der Killke-Kultur war während der späten Zwischenperiode, in der sie die große Befestigung „Sacsayhuamán“ erbauten. Später wurde diese Festung von den Inka genutzt, nachdem diese in die Region vorgedrungen waren.
2007 wurde bei Grabungen ein Tempel am Rande der Festung freigelegt, was den Schluss nahelegt, dass die Einrichtung sowohl militärischen als auch religiösen Zwecken diente.
Neue Ausgrabungen begannen 2007 und wurden bis 2012 fortgeführt. Am 13. März 2008 entdeckten Archäologen die Ruinen eines weiteren antiken Tempels, Straßen und Bewässerungssysteme. Teile des Tempels wurden von Dynamit-Sprengungen zerstört, was auf die Nutzung des Berges als Steinbruch im frühen 20. Jahrhundert zurückführen ist.
Keramiken der Killke wurden zuerst von John Howland Rowe beschrieben, auch wenn er sie fälschlicherweise als „frühe Inka“ bezeichnete. Die Gefäße sind meistens kugelförmig mit vertikalen Henkeln und simpler Dekoration, die von geometrischen Linien in Schwarz und Schwarz-Rot unter einer weißen Politur dominiert wird.